# Ejército de Tierra
L'Ejército de Tierra (Esercito spagnolo) è l'esercito della Spagna ed una delle componenti delle forze armate spagnole, uno dei più antichi eserciti attivi in tutto il mondo.
L'esercito ha in forza 127.000 unità volontarie, essendo stato interamente professionalizzato dal gennaio 2002.

## Storia

### Nel Franchismo
Il 31 ottobre 1939 Franco presentò alla "Junta de Defensa Nacional" un piano per riarmare le Forze armate della Spagna nazionalista appena uscite dalla guerra civile, nell'eventualità che il paese fosse coinvolto nel conflitto appena iniziato: in caso di guerra la Spagna doveva essere pronta a mobilitare 150 divisioni per un totale di 2.000.000 di uomini; in seguito, visto il perdurante stato di neutralità, la forza media dell'Ejército de Tierra si attestò intorno ai 300.000 uomini ripartiti in 24 divisioni.
L'esercito spagnolo era preminentemente una forza di fanteria, dotata di equipaggiamenti in linea con gli standard del 1939 ma destinati a divenire rapidamente obsoleti con il conflitto in Europa. Le forze spagnole disponevano poi di cinque piccoli reggimenti corazzati equipaggiati principalmente con carri tedeschi Panzer I ed italiani CV33 del periodo della guerra civile, cui si aggiungeva un certo numero di carri sovietici T-26 catturati ai repubblicani.

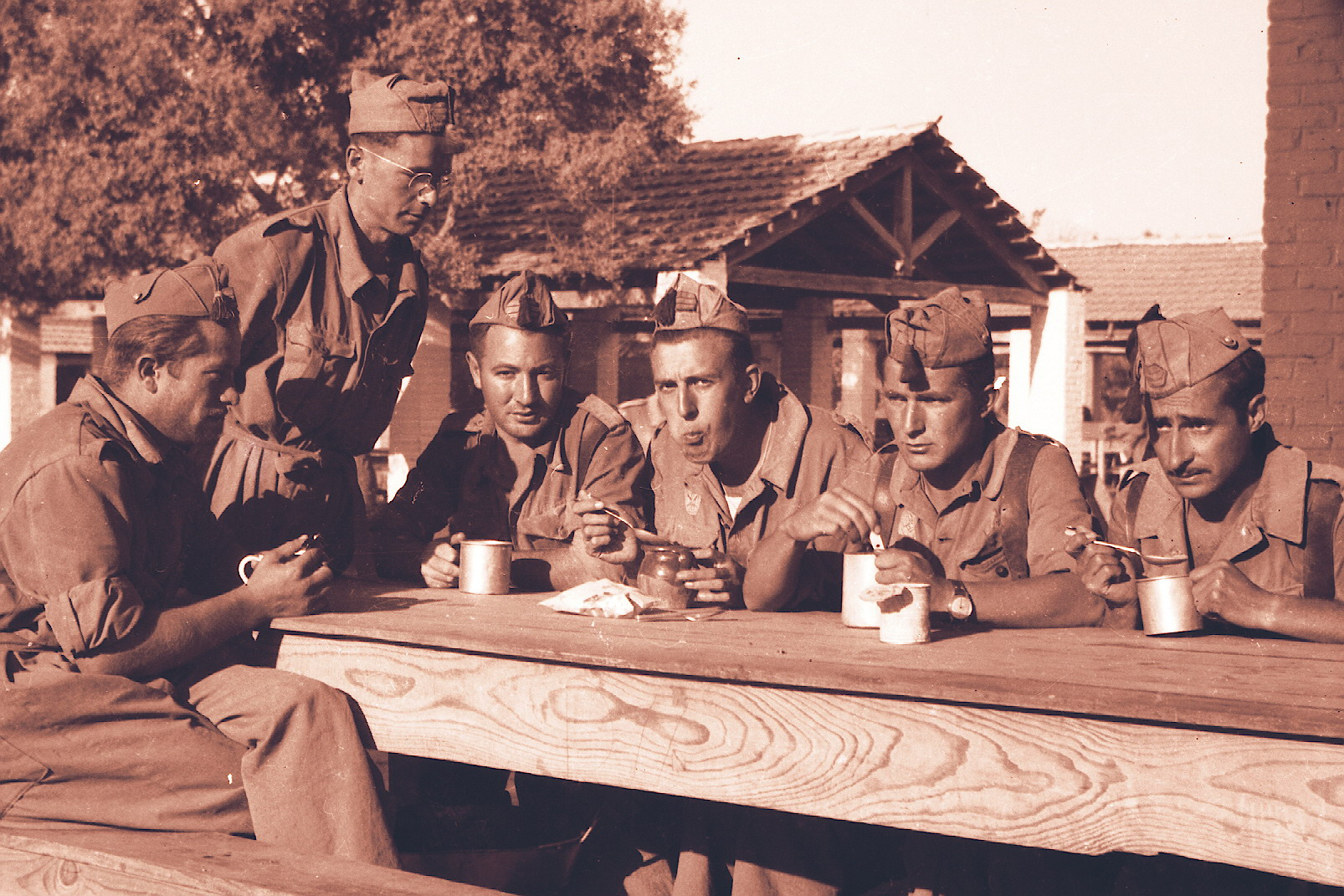
Soldati di leva nel 1945

Il 20 agosto 1943 fu creata la División Acorazada nº 1, su due reggimenti carri ed uno di fanteria motorizzata: per equipaggiare la divisione la Spagna acquistò 100 moderni carri Panzer IV dalla Germania, anche se poi solo 20 furono effettivamente consegnati nel dicembre del 1943 insieme a 10 cannoni d'assalto Sturmgeschütz III. Un programma per la realizzazione di un veicolo autoprodotto (il carro Verdeja) non andò oltre l'assemblaggio di alcuni prototipi, a causa della carenza di materie prime.
Dopo gli accordi del 1953 con gli Stati Uniti, a cui concedette l'uso di alcune basi militari nel paese, l'esercito ricevette carri armati, veicoli e altri tipi di equipaggiamento e armi con cui sostituire l'equipaggiamento scarso, consumato e obsoleto acquisito durante la guerra civile e molti dei suoi comandanti ebbero l'opportunità di frequentare diversi tipi di corsi di aggiornamento USA. Nel 1954 fu organizzata la prima bandera paracadutista dell'esercito. Con la concessione dell'indipendenza al Marocco spagnolo e la guerra di Ifni, a fine anni '50 fu sciolto l'Ejército de África, e i regulares indigeni finirono in parte nell'esercito marocchino e in parte nelle guarnigioni spagnole rimaste a Ceuta e Melilla.
La riforma del 1965, ispirata alla nuova organizzazione dell'esercito francese, divise le unità in due gruppi, le forze di intervento immediato e le forze di difesa operativa territoriale.  La brigata riapparve come grande unità di base.  Le Forze di intervento immediato comprendevano tre divisioni: blindate, meccanizzate e motorizzate, ognuna con due brigate in armi e l'altra in quadro, e quattro brigate indipendenti: paracadutisti, aeromobili, cavalleria e artiglieria da campo. Questa organizzazione durò anche dopo la fine del franchismo, fino al 1984.

### L'esercito attuale
All'esercito, con l'ottavo articolo della Costituzione spagnola del 1978, congiuntamente con l'Armada e l'Ejército dell'Aire,  viene assegnata la missione di garantire la sovranità e l'indipendenza della Spagna, difendendone l'integrità territoriale e l'ordine costituzionale.

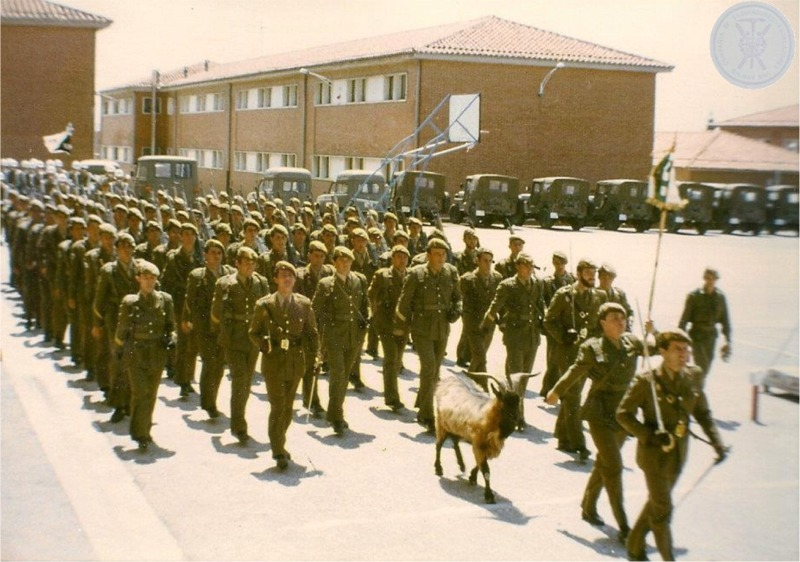
Militari della División de Montaña Navarra n.° 6 negli anni '80

Dal 1982 si accelerò il processo di riforma delle forze armate.  La durata del servizio militare fu ridotta a dodici mesi e l'esercito fu riorganizzato con il Piano META, che eliminò le Brigate di difesa operativa del territorio, promosse il passaggio dei comandi alla riserva transitoria e ridusse il numero di capitani generali. Fu anche legiferato per riaffermare la supremazia del potere civile sulle forze armate e i poteri della giustizia militare furono limitati, ponendo fine a due secoli di intervento militare in politica in Spagna. Nel 1988 iniziò l'incorporazione di donne in determinati corpi delle forze armate, che nel 1998 sarebbero state estese a tutte le destinazioni senza eccezioni. La Spagna ha partecipato per la prima volta a una missione internazionale delle Nazioni Unite nel 1989.
Con il "piano Norte", dal 1995 furono eliminate quattro delle cinque divisioni esistenti, lasciando l'Esercito composto dalla Forza permanente e dalla Riserva mobile. La Forza permanente comprendeva una divisione meccanizzata di tre brigate, una brigata di cavalleria, una brigata di paracadutisti, una brigata leggera aviotrasportata, una brigata della legione, una brigata di cacciatori di montagna, le forze di guarnigione delle Isole Canarie, Isole Baleari, Ceuta e Melilla e altri elementi di supporto. La Riserva mobilitabile comprendeva tre brigate di fanteria mobilitabili, una brigata di cavalleria mobilitabile e altre unità di supporto.

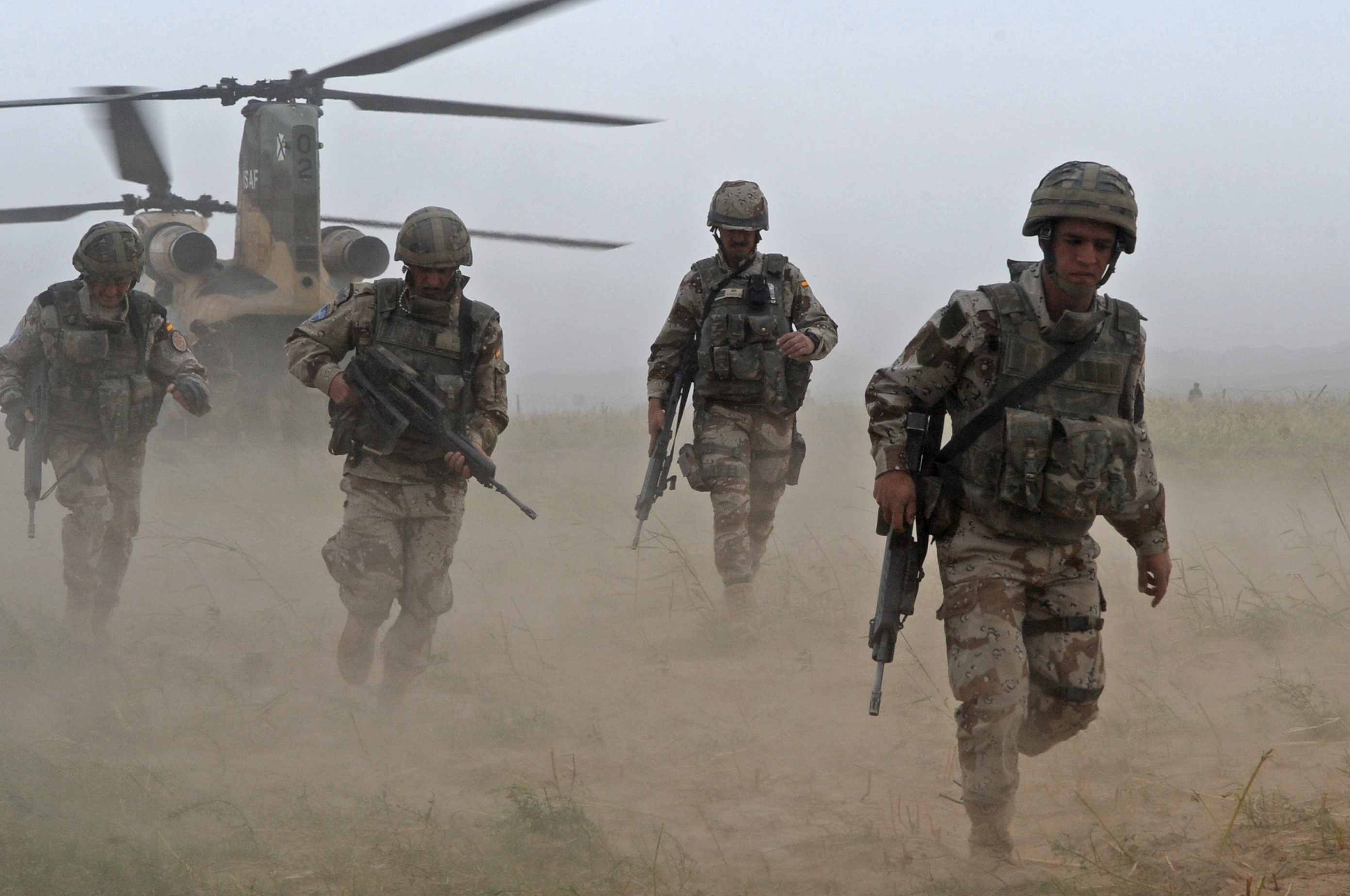
Paracadutisti spagnoli in Afghanistan

Con la professionalizzazione delle forze armate del 2001, le unità spagnole sono state divise in due separate forze di combattimento, come risultato della riorganizzazione del 2006, in accordo con le istruzioni del Capo di Stato Maggiore dell'Esercito n. 59/2005 del 4 aprile 2005. Questa riorganizzazione ha interessato sessanta unità, di cui trentatré sono state sciolte e ventitré trasformate. La principale forza di combattimento, la Fuerza de Maniobra (Forza di Manovra), comprendeva una Divisione Meccanizzata, una Divisione Leggera più 2 Brigate indipendenti (Alpina e di Cavalleria) e unità di supporto.
A seguito del ristrutturazione del 2015 hanno l'organizzazione attuale. La nuova organizzazione della Forza armata ha una struttura più semplificata e flessibile, con le brigate come elemento principale.  In questo modo viene risolto il problema dell'esistenza di unità che non avevano un numero sufficiente di truppe e mezzi. Questa nuova organizzazione dell'Esercito si basa sulla strutturazione delle forze di manovra, ad eccezione di quelle del presidio di Ceuta, Melilla e Isole Baleari, in otto Brigate organiche multiuso, che abbiano i mezzi necessari per generare distacchi per le missioni internazionali senza dover ricorrere a risorse di altre unità.

## Unità e struttura

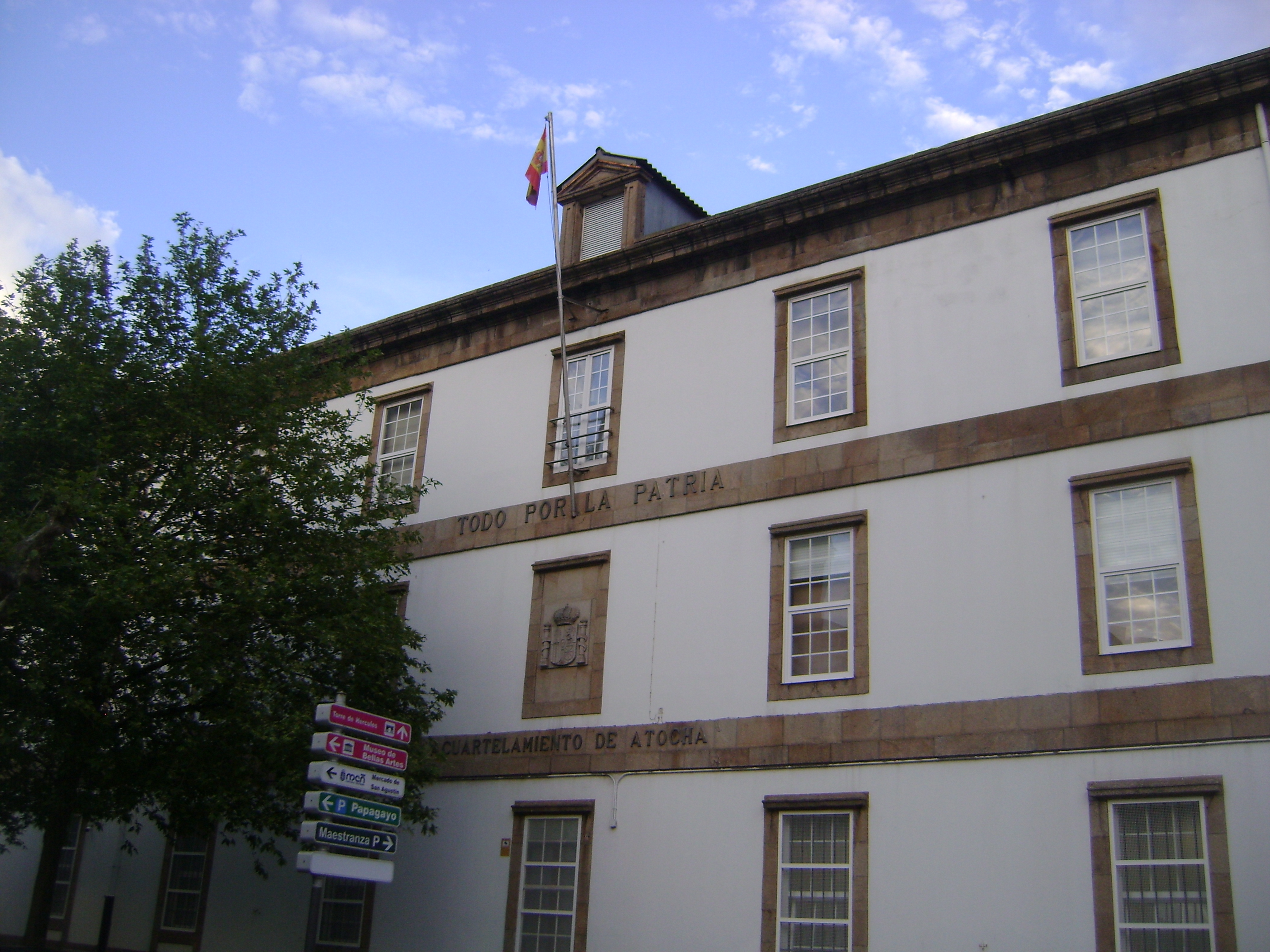
Caserma in La Coruña.

### Fino al 2015
- Cuartel General de la FMA y Núcleo de Apoyo (Quartier Generale della FMA e unità di supporto)
  - Brigada de Transmisiones (Brigata Trasmissioni)
  - Mando de Ingenieros (Comando Genio)
    - Regimiento de Especialidades de Ingenieros 11 (11º Reggimento specialisti del Genio)
    - Regimiento de Pontoneros 12 (12º Reggimento Genio Pontieri)
    - Regimiento de Ferrocarriles 13 (13º Reggimento Genio Ferrovieri)

  - Mando de Operaciones Especiales (Comando Operazioni Speciali)
    - Grupo de Operaciones Especiales "Valencia" III (3º Battaglione Operazioni Speciali)
    - Grupo de Operaciones Especiales "Tercio del Ampurdan" IV (4º Battaglione Operazioni Speciali)

  - Fuerzas Aeromóviles del Ejército de Tierra (Aviazione dell'Esercito)
  - Mando de Artillería de Campaña (Comando Artiglieria campale)
  - Brigada de Caballería "Castillejos" II (2ª Brigata di Cavalleria)
    - Rgto. de Caballería Ligera Acorazada "España" 11 (11º Reggimento di Cavalleria Corazzata Leggera)
    - Rgto. de Caballería Ligera Acorazada "Numancia" 9 (9º Reggimento di Cavalleria Corazzata Leggera)
    - Rgto. de Caballería Acorazada "Pavia" 4 (4º Reggimento di Cavalleria Corazzata Pesante)
    - Regimiento de Artillería de Campaña 20 (20º Reggimento di Artiglieria campale)
    - Grupo Logístico 22 (22º Battaglione Logistico)
    - Unidad de Zapadores Acorazada 22 (22ª Compagnia Genio Corazzato)
    - Batallón de Cuartel General II (Battaglione Comando)

  - Brigada de Cazadores de Montaña "Aragón" I (1ª Brigata di Cacciatori di Montagna) 
    - Regimiento de Cazadores de Montaña "Galicia" 64 (64º Reggimento Cacciatori di Montagna)
    - Regimiento de Cazadores de Montaña "America" 66 (66º Reggimento Cacciatori di Montagna)
    - Grupo de Artillería de Montaña I (1º Battaglione Artiglieria da Montagna)
    - Grupo Logístico de Montaña I (1º Battaglione Logistico da Montagna)
    - Batallón de Cuartel General I (1º Battaglione Comando)
    - Unidad de Zapadores de Montaña 1 (1st Mountain Sapper Company)

  - División de Infantería Mecanizada "Brunete" 1 (Prima Divisione Meccanizzata)
    -       - Núcleo de Tropas Divisionario (Nucleo delle Truppe Divisionali)
        - Cuartel General de la División (Quartieri Generali della Divisione)
        - Rgto. de Caballería Ligera Acorazada Farnesio 12 (12º Reggimento Cavalleria Leggera Corazzata)
        - Regimiento de Artillería de Campaña 11 (11º Reggimento di Artiglieria Campale)
        - Regimiento de Artillería Antiaérea 82 (82º Reggimento Artiglieria Antiaerea)
        - Regimiento de Ingenieros 1 (1º Reggimento Genieri)
        - Agrupación Logística Divisionaria (Gruppo Logistico Divisionale)

      - Brigada de Infantería Mecanizada "Guzman el Bueno" X (10ª Brigata di Fanteria) 
        - Rgto. de Infantería Mecanizada "La Reina" 2 (2º Reggimento Fanteria Meccanizzata)
        - Rgto. de Infantería Mecanizada "Córdoba" 10 (10º Reggimento Fanteria Meccanizzata)
        - Grupo de Artillería de Campaña Autopropulsada X (10º Gruppo Artiglieria Semovente)
        - Grupo Logístico X (10º Gruppo Logistico)
        - Batallón de Cuartel General X (10th Headquarters Battalion)
        - Unidad de Zapadores 10 (10th Mechanized Sapper Company)

      - Brigada "Extremadura" XI (11ª Brigata)
        - Rgto. de Infantería "Saboya" 6 (6º Reggimento Fanteria)
        - Rgto. de Infantería "Tercio viejo de Sicilia" 67 (67º Reggimento Fanteria)
        - Rgto. Acorazado "Castilla" 16 (16º Reggimento Corazzato)
        - Grupo de Artillería de Campaña Autopropulsada XI (11º Gruppo Artiglieria Semovente)
        - Grupo Logístico XI (11º Gruppo Logistico)
        - 11th Headquarters Battalion
        - Unidad de Zapadores 11 (11th Mechanized Sapper Company)

      - Brigada de Infantería Acorazada "Guadarrama" XII (12th Armored Brigade)
        - Rgto. de Infantería Mecanizada "Asturias" 31 (31th Mechanized Regiment)
        - Rgto. de Infantería Acorazada "Alcazar de Toledo" 61 (61th Armored Regiment)
        - Grupo de Artillería de Campaña Autopropulsada XII (12th Self-Propelled Artillery Battalion)
        - Grupo Logístico XII (12th Logistic Battalion)
        - Batallón de Cuartel General XII (12th Headquarter Battalion)
        - Unidad de Zapadores Acorazada 12 (12th Armored Sapper Company)

    - Divisione leggera, denominata "Fuerza de Acción Rápida"
      - Brigada de Infantería Ligera Aerotransportada "Galicia"  VII (7th Airborne Light Infantry Brigade) 
        - Rgto. de Infantería Ligera Aerotransportada "Príncipe" 3 (3rd Airborne Regiment)
        - Rgto. de Infantería Ligera Aerotransportada "Isabél la Católica" 29 (29th Airborne Regiment)
        - Grupo de Artillería Aerotransportada VII (7th Airborne Artillery Battalion)
        - Grupo Logístico Aerotransportado VII (7th Airborne Logistic Battalion)
        - Batallón de Cuartel General VII (7th Headquarters Battalion)
        - Unidad de Zapadores Aerotransportada 7 (7th Airborne Sapper Company)

      - Brigada Paracaidista "Almogavares" VI (6th Parachute Light Infantry Brigade)
        - Bandera Paracaidista "Roger de Flor" I (First Parachute Battalion)
        - Bandera Paracaidista "Roger de Lauria" II (Second Parachute Battalion)
        - Bandera Paracaidista "Ortiz de Zárate" III (Third Parachute Battalion)
        - Grupo de Artillería Paracaidista VI (6th Parachute Artillery Battalion)
        - Grupo Logístico Paracaidista VI (6th Parachute Logistic Battalion)
        - Unidad de Zapadores Paracaidista 6 (6th Parachute Sapper Company)
        - Batallón de Instrucción Paracaidista (Parachute Instruction Battalion)

      - Brigada de la Legión "Rey Alfonso XIII" (Brigade of the Spanish Legion)
        - Tercio "Don Juan de Austria", tercero de la Legión (Legion's Third Tercio)
        - Tercio "Alejandro Farnesio", cuarto de la Legión (Legion's Fourth Tercio)
        - Batallón de Cuartel General de la Legión (Legion's Headquarter Battalion)
        - Grupo de Artillería Legion's Artillery Battalion
        - Unidad de Zapadores de la Legión (Legion's Sapper Company)

### Dal 2015
Con la riorganizzazione del 2015 l'organizzazione attuale, alle dipendenze del Capo di stato maggiore, è la seguente:
- Quartier generale (Madrid)
- Fuerza terrestre (Siviglia)
  - Quartier generale (Siviglia)
  - División “San Marcial” (Burgos)
    - Brigada “Guzmán el Bueno” X
    - Brigada “Extremadura” XI
    - Brigada “Guadarrama” XII

  - División “Castillejos” (Madrid)
    - Brigada “Aragón” I
    - Brigada "Alfonso XIII", II de la Legiòn
    - Brigada "Almogávares" VI de paracaidistas
    - Brigada "Galicia" VII

  - Comandi generali di Ceuta, Melilla, Baleari
  - Comandi Artiglieria da campagna, antiaerea e genio
  - Comando trasmissioni (Valencia)
  - Forze aeromobili (Madrid)
  - Comando operazioni speciali (Alicante)
- Quartier generale di alta disponibilità (Valencia)
- Forza logistica operativa (La Coruña)
  - Brigata logistica
  - Brigata di sanità
- Forze di appoggio (Madrid)
- Comando delle Canarie (Santa Cruz de Tenerife)
  - Brigada "Canarias" XVI

## Gradi

### Generali e ufficiali
| Codice NATO | OF-10            | OF-9                 | OF-8             | OF-7                | OF-6               | OF-5    | OF-4             | OF-3       | OF-2    | OF-1     | OF-1    |
| --- | ---------------- | -------------------- | ---------------- | ------------------- | ------------------ | ------- | ---------------- | ---------- | ------- | -------- | ------- |
| Spagna | Capitán General  | General              | Teniente General | General de División | General de Brigada | Coronel | Teniente Coronel | Comandante | Capitán | Teniente | Alférez |
| Spagna | Capitán General1 | General de Ejército2 | Teniente General | General de División | General de Brigada | Coronel | Teniente Coronel | Comandante | Capitán | Teniente | Alférez |
| 1 Riservato solamente al Re di Spagna nelle sue prerogative costituzionali. 2 Riservato al Capo di stato maggiore dell'esercito (JEME) e al capo di stato maggiore della difesa (JEMAD) in caso di provenienza dall'esercito. |                  |                      |                  |                     |                    |         |                  |            |         |          |         |

### Sottufficiali e truppa
| Codice NATO      | OR-9        | OR-9    | OR-8             | OR-7     | OR-6       | OR-5         | OR-4 | OR-3               | OR-2    | OR-1 |
| ---------------- | ----------- | ------- | ---------------- | -------- | ---------- | ------------ | ---- | ------------------ | ------- | ---- |
| Spagna           |             |         |                  |          |            |              |      |                    |         |      |
| Suboficial Mayor | Subteniente | Brigada | Sargento Primero | Sargento | Cabo Mayor | Cabo Primero | Cabo | Soldado de Primera | Soldado |      |

## Equipaggiamento

### Armi individuali
| Modello                               | Immagine | Tipo                           | Calibro                      | Origine     | Note                                             |
| Pistole                               | Pistole  | Pistole                        | Pistole                      | Pistole     | Pistole                                          |
| ------------------------------------- | -------- | ------------------------------ | ---------------------------- | ----------- | ------------------------------------------------ |
| Heckler & Koch USP                    |          | Pistola semiautomatica         | 9 × 19 mm Parabellum         | Germania    | [ 6 ]                                            |
| Glock 43                              |          | Pistola semiautomatica         | 9 × 19 mm Parabellum         | Austria     | Acquistate nel 2020.                             |
| Pistole mitragliatrici                |          |                                |                              |             |                                                  |
| Heckler & Koch MP5                    |          | Pistola mitragliatrice         | 9 × 19 mm Parabellum         | Germania    | In dotazione al Mando de Operaciones Especiales. |
| FN P90                                |          | Personal Defense Weapon        | FN 5,7 × 28 mm               | Belgio      | In dotazione al Mando de Operaciones Especiales. |
| Heckler & Koch MP7                    |          | Personal Defense Weapon        | 4,6 × 30 mm                  | Germania    | In dotazione al Mando de Operaciones Especiales. |
| Fucili d'assalto                      |          |                                |                              |             |                                                  |
| Heckler & Koch G36                    |          | Fucile d'assalto               | 5,56 × 45 mm NATO            | Germania    | [ 11 ]                                           |
| Mitragliatrici                        |          |                                |                              |             |                                                  |
| Heckler & Koch MG4                    |          | Mitragliatrice leggera         | 5,56 × 45 mm NATO            | Germania    | [ 12 ]                                           |
| Rheinmetall MG 3                      |          | Mitragliatrice ad uso generale | 7,62 × 51 mm NATO            | Germania    | [ 13 ]                                           |
| Heckler & Koch MG5                    |          | Mitragliatrice ad uso generale | 7,62 × 51 mm NATO            | Germania    | In dotazione al Mando de Operaciones Especiales. |
| Browning M2                           |          | Mitragliatrice pesante         | 12,7 × 99 mm NATO            | Stati Uniti | [ 15 ]                                           |
| Fucili di precisione                  |          |                                |                              |             |                                                  |
| Accuracy International Arctic Warfare |          | Fucile di precisione           | 7,62 × 51 mm NATO .338 Lapua | Regno Unito | In dotazione al Mando de Operaciones Especiales. |
| Heckler & Koch G28                    |          | Fucile di precisione           | 7,62 × 51 mm NATO            | Germania    | In dotazione al Mando de Operaciones Especiales. |
| Barrett M95                           |          | Fucile anti-materiale          | 12,7 × 99 mm NATO            | Stati Uniti |                                                  |
| Accuracy International AS50           |          | Fucile anti-materiale          | 12,7 × 99 mm NATO            | Regno Unito | In dotazione al Mando de Operaciones Especiales. |
| Lanciagranate                         |          |                                |                              |             |                                                  |
| Heckler & Koch AG36                   |          | Lanciagranate                  | 40 mm                        | Germania    |                                                  |
| LAG 40                                |          | Lanciagranate automatico       | 40 mm                        | Spagna      | [ 16 ]                                           |
| Mk 47 Striker                         |          | Lanciagranate automatico       | 40 mm                        | Stati Uniti | [ 17 ]                                           |
| Lanciarazzi                           |          |                                |                              |             |                                                  |
| Instalaza C90                         |          | Lanciarazzi anticarro          | 90 mm                        | Spagna      | [ 18 ]                                           |
| Alcotán-100                           |          | Lanciarazzi anticarro          | 100 mm                       | Spagna      | [ 19 ]                                           |

### Artiglieria
| Modello                       | Immagine  | Calibro   | Origine     | In servizio | Note                                                                           |
| Semoventi                     | Semoventi | Semoventi | Semoventi   | Semoventi   | Semoventi                                                                      |
| ----------------------------- | --------- | --------- | ----------- | ----------- | ------------------------------------------------------------------------------ |
| M109A5E                       |           | 155 mm    | Stati Uniti | 96          |                                                                                |
| Obici                         |           |           |             |             |                                                                                |
| OTO Melara 105 mm M56         |           | 105 mm    | Italia      | 54          |                                                                                |
| L118 Light Gun                |           | 105 mm    | Regno Unito | 56          | 56 L118 acquistati nel 1995 con 38 kit di trasformazione in L119.              |
| Santa Bárbara Sistemas 155/52 |           | 155 mm    | Spagna      | 82          | 66 in versione APU-SIAC campale e 16 in versione APU (V07) da difesa costiera. |
| Mortai                        |           |           |             |             |                                                                                |
| ECIA L-65/81                  |           | 81 mm     | Spagna      | 920         |                                                                                |
| Cardom                        |           | 81 mm     | Israele     | 10          | Installati su URO VAMTAC.                                                      |
| M106                          |           | 107 mm    | Stati Uniti |             | 190 M113A1 e M113A2 e 25 M125 convertiti in M106 a partire dal 1981.           |
| Artiglieria contraerea        |           |           |             |             |                                                                                |
| GDF-007                       |           | 35 mm     | Svizzera    | 92          |                                                                                |

### Veicoli
| Modello                                            | Immagine     | Tipo                          | Origine            | In servizio  | Note |
| Carri armati                                       | Carri armati | Carri armati                  | Carri armati       | Carri armati | Carri armati |
| -------------------------------------------------- | ------------ | ----------------------------- | ------------------ | ------------ | --- |
| Leopard 2A4                                        |              | Carro armato da combattimento | Germania           | 108          | Ottenuti nel 1998 in leasing dalla Germania, acquistati nel 2005. |
| Leopard 2E                                         |              | Carro armato da combattimento | Germania Spagna    | 219          | Acquistati nel 1998. I primi 30 sono stati prodotti in Germania, i restanti in Spagna su licenza. |
| Autoblindo                                         |              |                               |                    |              | |
| Centauro                                           |              | Cacciacarri                   | Italia             | 82           | 22 acquistati nel 1999 e 62, prodotti in Spagna, acquistati nel 2002. |
| Veicoli da ricognizione                            |              |                               |                    |              | |
| VEC-M1                                             |              | Veicolo da ricognizione       | Spagna             | 135          | |
| Veicoli da combattimento della fanteria            |              |                               |                    |              | |
| Pizarro                                            |              | IFV                           | Austria Spagna     | 261          | |
| Dragón                                             |              | IFV                           | Spagna             | 7            | 348 ordinati nel 2019, è previsto l'acquisto di 998 esemplari in totale in versioni veicolo da combattimento della fanteria, veicolo da ricognizione, cacciacarri, veicolo del genio, posto di comando e posto di osservazione. |
| Veicoli trasporto truppe                           |              |                               |                    |              | |
| M113A2                                             |              | APC                           | Stati Uniti        | ~1 250       | In servizio a partire dal 1963. Saranno sostituiti in tutto o in parte dai nuovi veicoli VCR Dragon. |
| BMR-600                                            |              | APC                           | Spagna             | 320          | 682 acquistati a fine anni '70 in varie versioni. Saranno sostituiti in tutto o in parte dai nuovi veicoli VCR Dragon. |
| RG-31 Nyala                                        |              | APC                           | Sudafrica          | 100          | |
| Iveco LMV                                          |              | Infantry Mobility Vehicle     | Italia             | 350          | |
| M577                                               |              | Veicolo di comando            | Stati Uniti        |              | [ 38 ] |
| Veicoli per usi speciali                           |              |                               |                    |              | |
| CZ 10/25E                                          |              | Veicolo del genio             | Stati Uniti Spagna | 26           | 38 ottenuti dalla conversione di altrettanti M60A1. |
| M113A2 VCZ                                         |              | Veicolo del genio             | Stati Uniti        | 60           | 60 ottenuti modificando M113A2 tra il 1990 e il 1996, 12 ottenuti modificando M125 nel 2017. |
| BMR-M1 VCZ                                         |              | Veicolo del genio             | Spagna             | 33           | 57 ottenuti convertendo BMR tra il 1990 e il 1996. |
| Castor                                             |              | Veicolo del genio             | Spagna             | 0            | 36 ordinati, in consegna a partire da fine 2023. |
| Leopard 2ER                                        |              | Veicolo corazzato da recupero | Germania           | 16           | |
| Centauro VCREC                                     |              | Veicolo corazzato da recupero | Italia             | 4            | |
| MRP-V                                              |              | Veicolo corazzato da recupero | Stati Uniti        | 14           | Acquistati di seconda mano dagli Stati Uniti nel 2016. |
| VLPD 26/70E                                        |              | Veicolo gettaponte            | Stati Uniti Spagna | 12           | |
| Husky 2G                                           |              | Veicolo per lo sminamento     | Sudafrica          | 6            | |
| BMR-VRAC                                           |              | Veicolo da ricognizione NBC   | Spagna             | 4            | |
| THeMIS                                             |              | Unmanned ground vehicle       | Estonia            | 1            | Acquistato nel 2021 per valutare l'uso di veicoli terrestri senza pilota. |
| Veicoli utility                                    |              |                               |                    |              | |
| Bandvagn 206                                       |              | All-terrain vehicle           | Svezia             | ~70          | |
| Quadripole Q-150D                                  |              | All-terrain vehicle           | Spagna             | 20           | |
| Einsa MM-1A Mk-2 Falcata                           |              | All-terrain vehicle           | Spagna             | 29           | |
| URO VAMTAC                                         |              | Veicolo tattico leggero       | Spagna             | ~3 000       | |
| Netón Mk2                                          |              | Veicolo tattico leggero       | Spagna             | 24           | |
| Vehículo de exploración y reconocimiento terrestre |              | Veicolo tattico leggero       | Spagna             | 17           | |
| Iveco VM 90                                        |              | Veicolo multiruolo            | Italia             |              | |
| Nissan Terrano II                                  |              | Automobile                    | Giappone           |              | [ 52 ] |
| Santana Aníbal                                     |              | Automobile                    | Spagna             | ~2 000       | |
| Nissan Navara                                      |              | Automobile                    | Giappone           |              | [ 52 ] |
| Nissan Pathfinder                                  |              | Automobile                    | Giappone           |              | [ 52 ] |
| Nissan Patrol                                      |              | Automobile                    | Giappone           |              | [ 52 ] |
| Toyota Land Cruiser                                |              | Automobile                    | Giappone           |              | [ 54 ] |
| Ford Ranger                                        |              | Automobile                    | Stati Uniti        |              | [ 55 ] |
| SsangYong Musso                                    |              | Automobile                    | Corea del Sud      | 60           | |
| Autocarri                                          |              |                               |                    |              | |
| URO MT-149 AT                                      |              | Autocarro leggero             | Spagna             |              | [ 57 ] |
| Pegaso 7217                                        |              | Autocarro leggero             | Spagna             |              | |
| Pegaso 7226                                        |              | Autocarro leggero             | Spagna             |              | [ 41 ] |
| Iveco ACTL                                         |              | Autocarro                     | Italia             |              | [ 58 ] |
| Iveco Eurotrakker                                  |              | Autocarro                     | Italia             |              | |
| Iveco Eurocargo                                    |              | Autocarro                     | Italia             |              | [ 59 ] |
| Kynos Aljaba                                       |              | Trattore stradale             | Spagna             |              | |
| Mercedes-Benz Actros                               |              | Trattore stradale             | Germania           |              | [ 60 ] |
| Iveco Trakker                                      |              | Trattore stradale             | Italia             |              | [ 60 ] |

### Missili
| Modello           | Immagine          | Tipo                             | Origine              | Note |
| Missili anticarro | Missili anticarro | Missili anticarro                | Missili anticarro    | Missili anticarro |
| ----------------- | ----------------- | -------------------------------- | -------------------- | --- |
| BGM-71 TOW        |                   | Missile filoguidato              | Stati Uniti          | [ 61 ] |
| Spike             |                   | Missile a guida infrarossa       | Israele              | [ 62 ] |
| Missili antiaerei |                   |                                  |                      | |
| MIM-104 Patriot   |                   | Sistema SAM a lungo raggio       | Stati Uniti          | 3 batterie PAC-2 da 6 lanciatori acquistate di seconda mano dalla Germania, la prima nel 2004 e le altre due nel 2014. |
| MIM-23B-I Hawk    |                   | Sistema SAM a medio raggio       | Stati Uniti          | 6 batterie da 6 lanciatori ciascuna.                                                                                   |
| NASAMS            |                   | Sistema SAM a medio/corto raggio | Norvegia Stati Uniti | 4 batterie da 2 lanciatori acquistate nel 2003.                                                                        |
| MBDA Mistral      |                   | MANPADS                          | Francia              | |